# Agave caymanensis
Agave caymanensis е вид растение от семейство Asparagaceae. Видът е застрашен от изчезване.

## Разпространение
Разпространен е в Кайманови острови.